# Paranormal Entity
Paranormal Entity is een Amerikaanse film uit 2009 van The Asylum met Shane Van Dyke.

## Verhaal
De moord op Samantha Finley is een bizarre en mysterieuze zaak. Uit gevonden filmmateriaal van hoe Samantha Finley om het leven komt, blijkt dat Samantha's dood geen mensenwerk was.

## Rolverdeling
| Acteur           | Personage       |
| ---------------- | --------------- |
| Shane Van Dyke   | Thomas Finley   |
| Erin Marie Hogan | Samantha Finley |
| Fia Perera       | Ellen Finley    |
| Norman Saleet    | Edgar Lauren    |